# Байрон, Кэтлин
Кэ́тлин Ба́йрон (англ. Kathleen Byron), урождённая Кэ́тлин Эли́забет Фелл (Kathleen Elizabeth Fell; 11 января 1921 года, Лондон, Великобритания — 18 января 2009 года, там же) — английская актриса.

## Биография
Кэтлин Элизабет Фелл родилась 11 января 1921 года в одном из западных районов Лондона в семье железнодорожного клерка. Перед своим кинодебютом в 1938 году она обучалась в Драматической школе в Бристоле. В 1943 году она вышла замуж за пилота USAAF, лейтенанта Джона Дэниела Боуэна и переехала в США. Но вскоре режиссёр Майкл Пауэлл убедил её вернуться в Великобританию, где Кэтлин позже снялась в фильмах «Лестница в небо» (1946), «Чёрный нарцисс» (1947) и «Маленькая задняя комната» (1949), ставших наиболее успешными в её кинокарьере. Во время съёмок «Чёрного нарцисса» у неё начался роман с Майклом Пауэллом, который в итоге привёл к разводу с мужем в 1950 году. Спустя три года она вышла замуж за британского писателя и журналиста Аларика Джекоба, брак с которым продлился до его смерти в 1995 году.
После успеха «Чёрного нарцисса» Байрон пригласили в Голливуд, где она появилась в роли Энн Сеймур в фильме «Малышка Бесс» (1953). Но её роль оказалась незамеченной, и Кэтлин вновь вернулась на родину. В последующие годы она снималась в основном в фильмах категории «B», а также много работала на телевидении. У Байрон всё же была пара небольших ролей в успешных фильмах, среди которых «Человек-слон» (1980), «Эмма» (1996), «Отверженные» (1998) и «Спасти рядового Райана» (1998). Последнюю свою роль Кэтлин сыграла в телевизионном фильме «Отличные новички» в 2001 году.
Кэтлин Байрон умерла 18 января 2009 года в Нортвуде, на севере Лондона.

## Избранная фильмография
- 1946 — Вопрос жизни и смерти (Лестница в небо) / A Matter of Life and Death (Stairway to Heaven) — ангел
- 1947 — Чёрный нарцисс / англ. Black Narcissus — монахиня Руфь
- 1949 — Маленькая задняя комната / англ. The Small Back Room — Сьюзан
- 1949 — Безумие сердца / англ. Madness of the Heart — Верайт Фэймонт
- 1950 — Прелюдия к славе / англ. Prelude to Fame — Сайнора Энн Бондини
- 1951 — Алая нить / англ. Scarlet Thread — Жозефина
- 1951 — Школьные годы Тома Брауна / Tom Brown’s Schooldays — миссис Браун
- 1953 — Малышка Бесс / англ. Young Bess — Энн Сеймур, жена Неда Сеймура
- 1955 — Секретное задание / англ. Secret Venture — Рени л’Эпин
- 1975 — Пропавший динозавр / One of Our Dinosaurs Is Missing — миссис Мортимер
- 1980 — Человек-слон / The Elephant Man — леди Уэддингтон
- 1996 — Эмма / Emma — миссис Годдард
- 1998 — Спасти рядового Райана / Saving Private Ryan — миссис Райан в старости
- 1998 — Отверженные / Les Misérables — мать-настоятельница